# Musée diocésain de Pelplin
Le musée diocésain de Pelplin (Muzeum Diecezjalne im. bpa Stanisława Wojciecha Okoniewskiego w Pelplinie), est un musée d’art sacré de la ville de Pelplin (Pologne).

## Histoire
Le musée a été fondé en 1928 par l'évêque de Chełmno Stanisław Okoniewski au palais épiscopal. Son premier conservateur est Stanisław Smogulecki, le musée s'enrichit alors d'objets religieux gothiques et la collection s'agrandit si rapidement qu'une filiale est créée en 1929 au château de Zamek Bierzgłowski. Le projet de construction d'un nouvel édifice destiné aux besoins du musée est déjoué par la Seconde Guerre mondiale. Pendant la guerre la collection est évacuée a Toruń d'où elle est transportée à Berlin pour se trouver finalement à Gdańsk. Face à la menace de l'Armée rouge la collection est éparpillée dans le nord de la Pologne, malheureusement une part en disparaît.

## Collection

### Gothique
Le musée rassemble une collection d’objets religieux, anciens et de grande valeur artistique, provenant de diverses paroisses du diocèse de Chełmno, notamment des églises de Toruń : le polyptyque de l'église Sainte-Marie, le tableau la Descente de croix du gothique flamboyant de la basilique Saint-Jean, la bible de Gutenberg du monastère franciscain de Lubawa (l'unique en Pologne) ou le manuscrit de saint Augustin La Cité de Dieu  de 1452.

### Paramentique
Dans le but de diversifier l'exposition, de nombreux vêtements sacerdotaux principalement des chasubles et des dalmatiques ont été ajoutés à la collection.

## Galerie

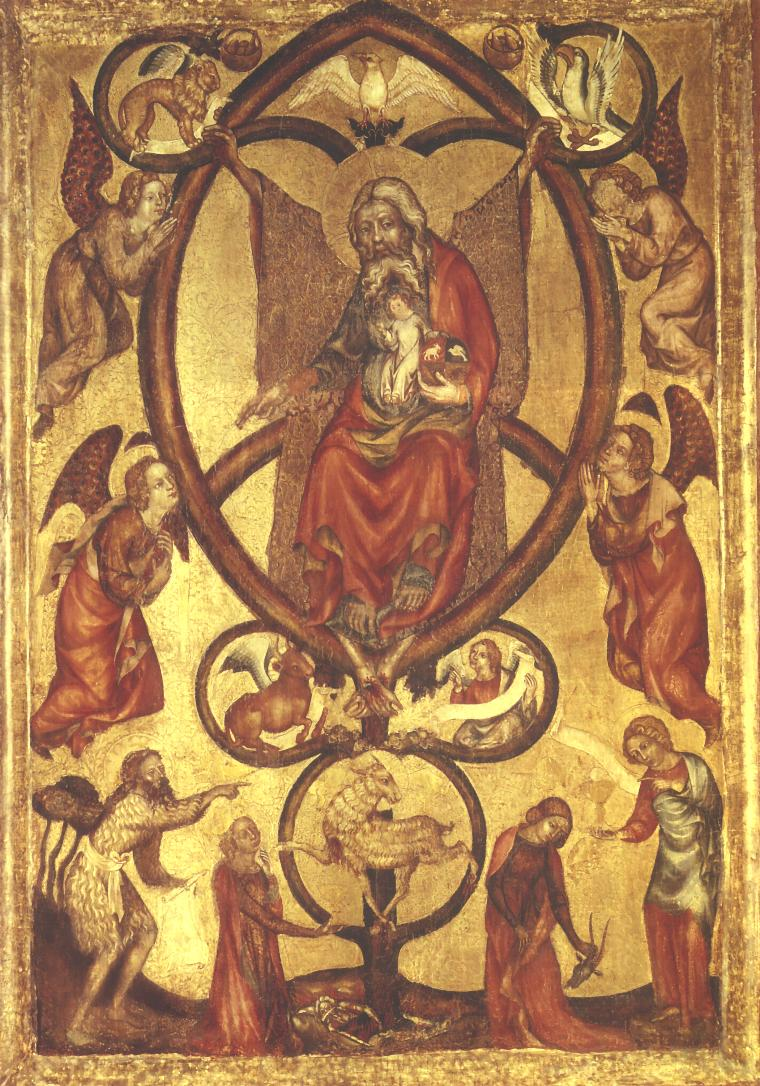
Un Panneau du Polyptyque de Toruń, XIV w.
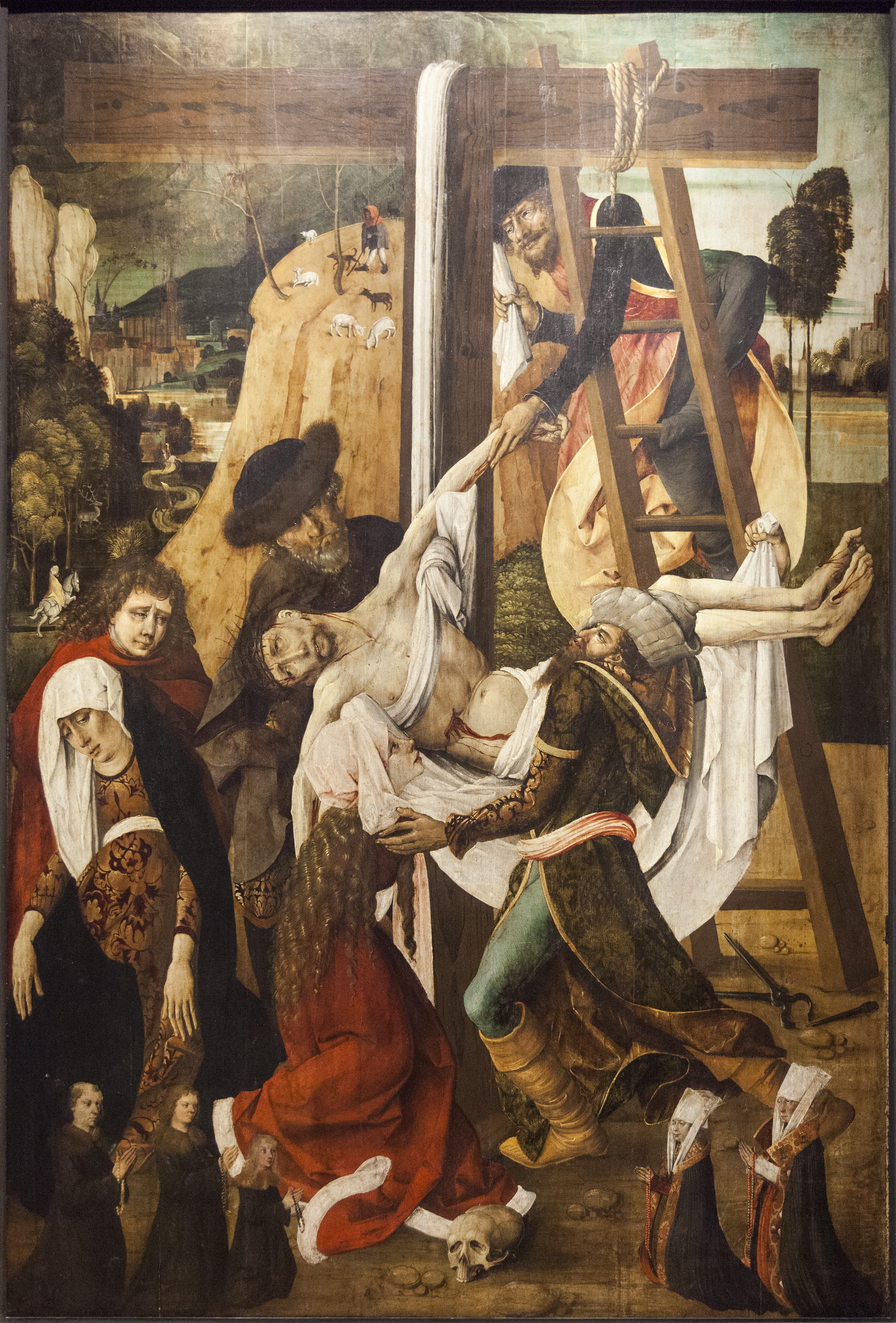
Descente de croix du gothique flamboyant
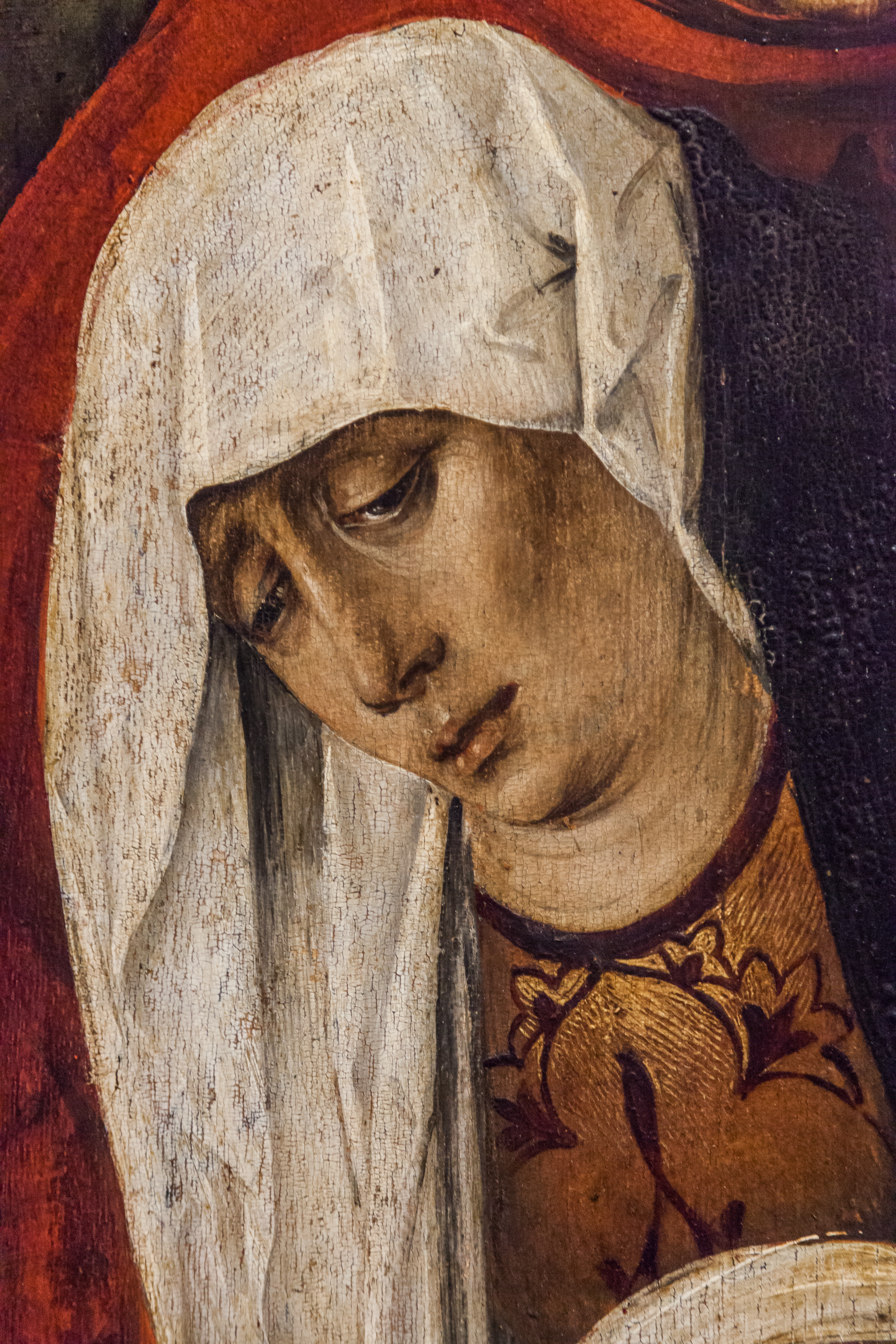
un fragment deDescente de croix
Reliquaire de Sainte Barbe, 1514
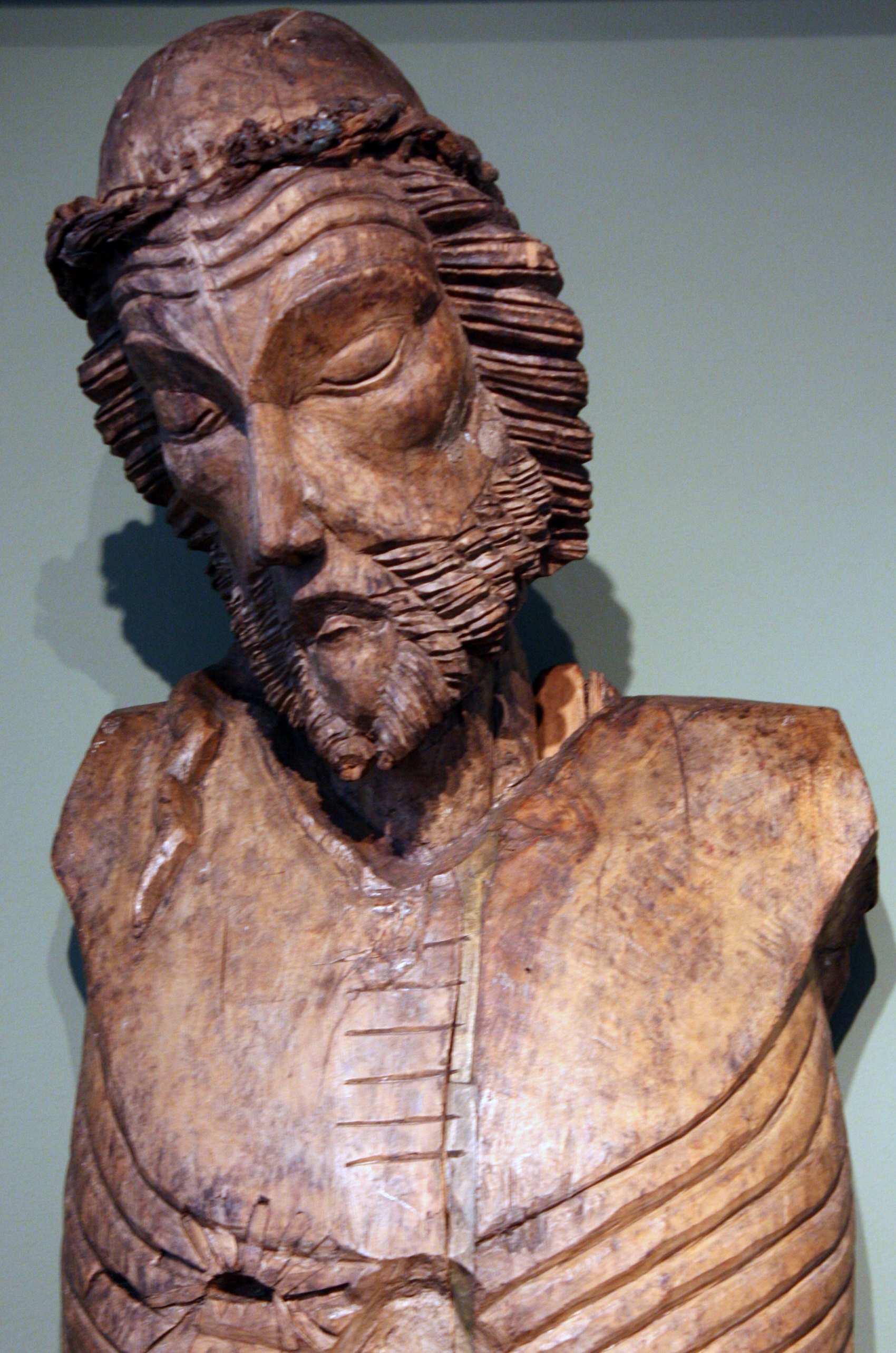
Crucifix de Starogard Gdański  (fragment) du 14(e) siècle
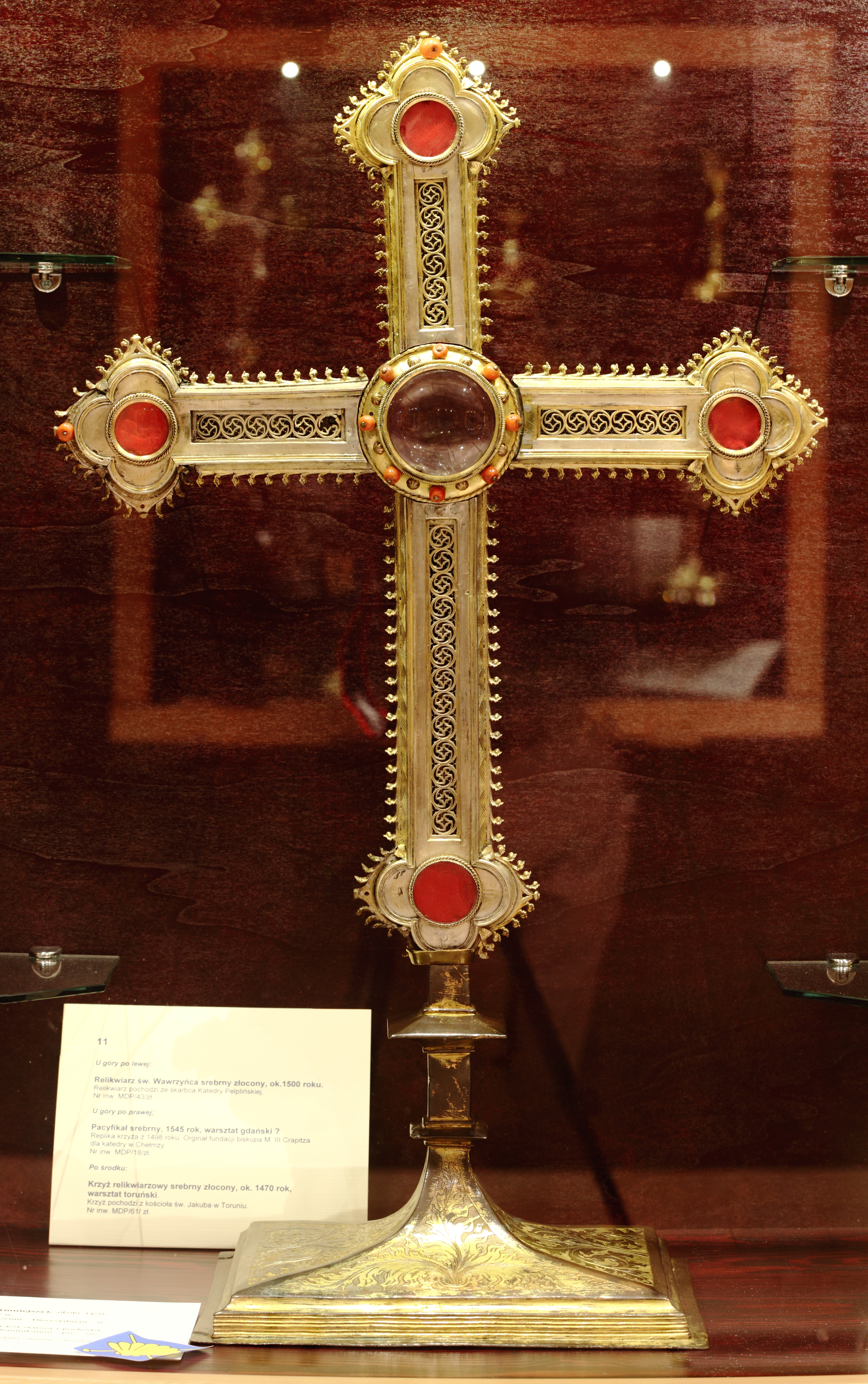
Croix-reliquaire de l'église Saint-Jacques de Toruń, environ 1470